# Nazionale di atletica leggera del Canada
La nazionale di atletica leggera del Canada è la rappresentativa del Canada nelle competizioni internazionali di atletica leggera riservate alle selezioni nazionali.

## Bilancio nelle competizioni internazionali
La nazionale canadese di atletica leggera vanta 27 partecipazioni ai Giochi olimpici estivi su 29 edizioni disputate. L'atleta canadese più medagliato è Phil Edwards, vincitore di cinque medaglie di bronzo tra il 1928 ed il 1936.
Ai Mondiali il Canada ha vinto 6 medaglie d'oro, conquistate da Donovan Bailey (nei 100 metri piani a Göteborg 1995), Perdita Felicien (nei 100 metri ostacoli a Parigi Saint-Denis 2003), Derek Drouin (nel salto in alto a Pechino 2015), Shawnacy Barber (nel salto con l'asta a Pechino 2015) e in due occasioni dalla staffetta 4×100 metri maschile (Göteborg 1995 e Atene 1997).